# Iver Lawson

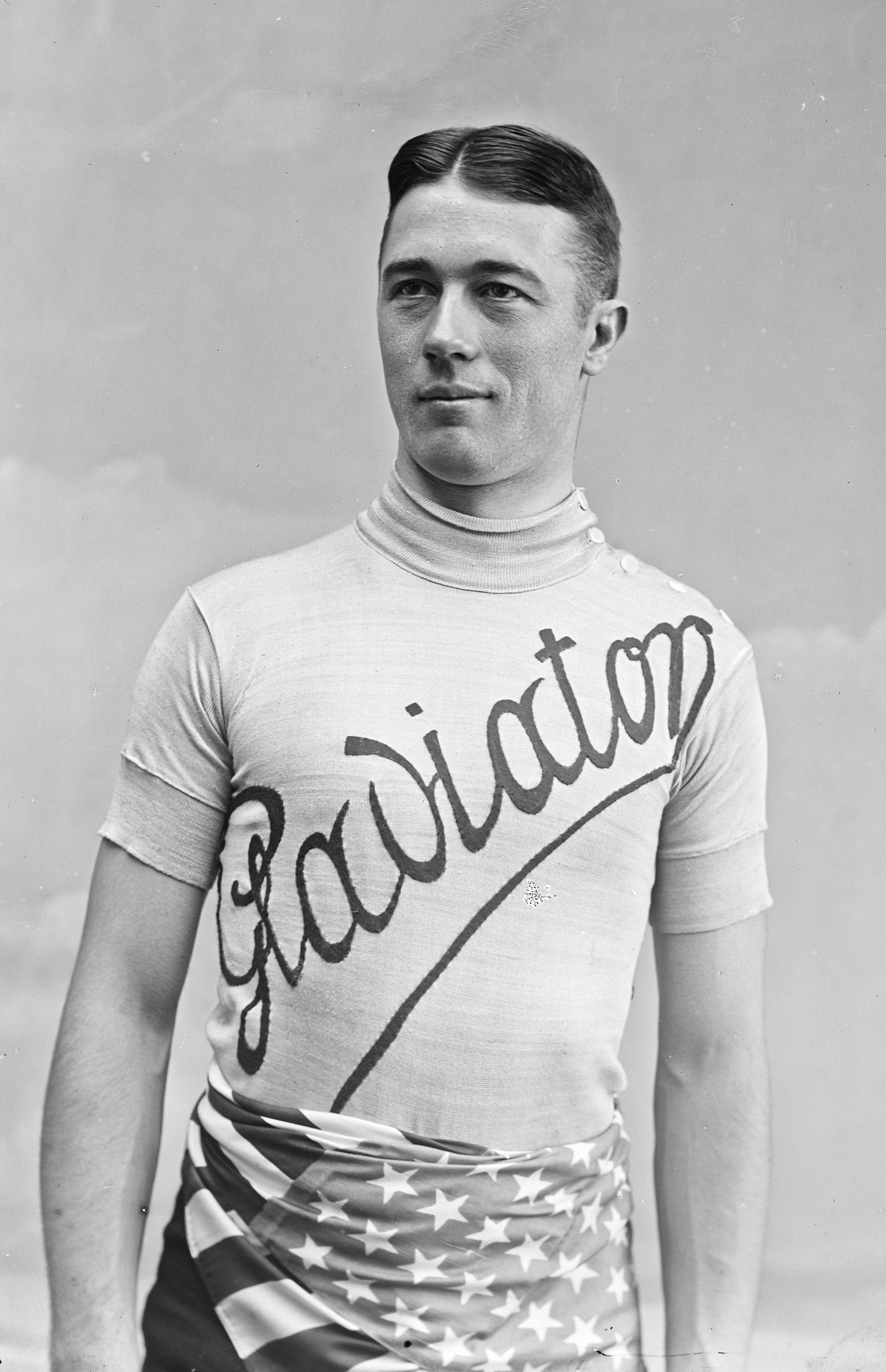
Iver Lawson.

Iver Lawson, ursprungligen John Larsson, född 1 juli 1879 i Norrköping, död 9 november 1960 i Provo, Utah, var en svenskamerikansk tävlingscyklist. Han vann 1904 i London professionella sprinter-VM genom att i finalen besegra dansken Thorvald Ellegaard och tysken Henry Mayer – den dittills största framgång en svenskfödd bancyklist haft.
Lawson blev femma i första tävlingen Mälaren runt 1892 och tvåa följande år. Han blev mycket känd genom sina rekordritter Mälaren runt och Haparanda–Ystad. På den senare sträckan förbättrade han ijuli 1894 Helmer Langborgs rekord (9 dagar 15 timmar 18 minuter) till 8 dagar 13 timmar 10 minuter. 
Lawson, som i Sverige representerade Norrköpings Bicycleklubb, emigrerade i mitten av 1890-talet till USA, där han vid sekelskiftet var en av de ledande bancyklisterna, såväl i sprinter- som stayer- och sexdagarsåkning. Hans tid på 1/4 engelsk mil (402,33 meter) med flygande start, 23,8 sekunder, satt i Salt Lake City 1906, gällde länge som världsrekord. Lawson, som i USA kallades "The terrible Swede", var aktiv ännu omkring 1910. Han var även god skridskoåkare och blev bland annat vid VM 1894 femma på 10 000 meter.